# Jak urodzić i nie zwariować
Jak urodzić i nie zwariować (ang. What to Expect When You're Expecting) – amerykańska komedia romantyczna z 2012 roku oparty na scenariuszu Shauny Cross i Heather Hach i reżyserii Kirka Jonesa. Film powstał na podstawie serii poradników dla rodziców autorstwa Heidi Murkoff pod tym samym tytułem. W filmie występują Cameron Diaz, Jennifer Lopez, Elizabeth Banks, Chace Crawford, Brooklyn Decker, Anna Kendrick, Matthew Morrison, Dennis Quaid, Chris Rock i Rodrigo Santoro.
Światowa premiera filmu miała miejsce 18 maja 2012 roku. W Polsce premiera filmu odbyła się 22 czerwca 2012 roku.

## Opis fabuły
Telewizyjna gwiazda fitnessu, Jules (Cameron Diaz), i tancerz popularnego show, Evan (Matthew Morrison), dowiadują się, że zostaną rodzicami. I szybko dociera do nich, że pełne zawirowań dotychczasowe życie celebrytów było sielanką w porównaniu z nerwówką i niepewnością, które niesie ze sobą ciąża. Matką ma wkrótce zostać także Wendy (Elizabeth Banks). Autorka książki o karmieniu piersią przeżywa burzę hormonów, co źle znosi jej mąż Gary (Ben Falcone). Mężczyzna nie radzi sobie z humorami żony i nie jest to jego jedyny problem. W nastrój przygnębienia wpędza go własny ojciec, Ramsey (Dennis Quaid), który też spodziewa się dziecka z młodą partnerką Skyler (Brooklyn Decker). Ale świetnie radzi sobie w nowej sytuacji. Ciążowe perypetie przeżywają także Holly (Jennifer Lopez) i Alex (Rodrigo Santoro). Para przez dwa lata nie doczekała się własnego potomstwa, zdecydowała się więc adoptować dziecko z Etiopii. Tymczasem Alex wciąż nie czuje się gotowy do bycia ojcem i szuka pomocy w grupie wsparcia młodych tatusiów. Rosie (Anna Kendrick) i Marco (Chace Crawford) nie są jeszcze zdecydowani, czy chcą być razem, a tu okazuje się, że... dziewczyna jest w ciąży. Jak poradzą sobie z nowym wyzwaniem?

## Obsada
- Cameron Diaz jako Jules Baxter
- Jennifer Lopez jako Holly[3]
- Elizabeth Banks jako Wendy Cooper
- Chace Crawford jako Marco[4]
- Brooklyn Decker jako Skyler Cooper[5]
- Anna Kendrick jako Rosie[5]
- Matthew Morrison jako Evan Baxter
- Dennis Quaid jako Ramsey Cooper[6]
- Chris Rock jako Vic Mac
- Rodrigo Santoro jako Alex[7]
- Ben Falcone jak Gary Cooper[8]
- Joe Manganiello jako Davis[9]
- Rob Huebel jako Gale

i inni